# Peace Orchestra
Peace Orchestra ist ein Musikprojekt des Wiener Musikers und DJs Peter Kruder.
Neben seinem Projekt Kruder & Dorfmeister, das er seit 1993 zusammen mit Richard Dorfmeister betreibt, begann Kruder 1999 unter dem Pseudonym Peace Orchestra damit, Studio-Alben aufzunehmen. Dorfmeister startete bereits 1994 mit Rupert Huber das Projekt Tosca.

## Diskografie
- Peace Orchestra (G-Stone Recordings) – 1999
- Reset (!K7) – 2002